# تارا ويستوفر
ولدت تارا ويستوفر في سبتمبر عام 1986، وهي كاتبة مذكرات أمريكية ومؤرخة. ظهرت مذكراتها «المتعلمين» (2018) في المرتبة الأولى على قائمة أكثر الكتب مبيعًا في نيويورك تايمز، وفازت بعدد من الجوائز الوطنية بما في ذلك جائزة لوس أنجلوس تايمز للكتاب، وجائزة جين شتاين للكتاب في أمريكا، وجائزتان من عصبة النقاد الوطنيين للكتاب. صنفت صحيفة نيويورك تايمز «المتعلمين» كأحد أفضل عشرة كتب لعام 2018، وفي مقال كتبه بيل غيتس، اختارت مجلة تايم تارا ويستوفر كواحدة من أكثر 100 شخص مؤثر في عام 2019.

## حياتها الأولى والتعليم
كانت ويستوفر أصغر 7 أطفال ولدوا في كليفتون بولاية أيداهو (يبلغ عدد سكانها 259) لفال ولاري ويستوفر. اتبع والداها أسلوب حياة البقائية وكانا متشككين من الأطباء والمستشفيات والمدارس العامة والحكومة الفيدرالية. ونتيجة لذلك، وُلدت ويستوفر في المنزل بواسطة قابلة ولم تزور طبيبًا أو ممرضة أبدًا، كما لم تحصل على شهادة ميلاد حتى بلغ عمرها تسع سنوات. تحظر أيديولوجية والدها من جميع التدخلات الدوائية، مما يعني أن ويستوفر وإخوتها لم يُرسلوا إلى الطبيب حتى بسبب الإصابات الخطيرة التي لحقت بهم في حوادث السيارات وأثناء العمل في مستودع الخردة الخاص بوالدهم. بدلاً من ذلك، عولج الأطفال في المنزل من قبل والدتهم التي درست العلاج بالأعشاب وغيرها من طرق العلاج البديلة.
كانت وستوفر تتعلم في المنزل مثل إخوانها، ووفقًا لمذكراتها، كان تعليمها عشوائيًا. لقد علمها الأخ الأكبر أن تقرأ ودرست كتابات كنيسة يسوع المسيح لقديسي الأيام الأخيرة التي تنتمي إليها أسرتها، لكنها لم تحضر أبدًا أي محاضرة أو كتبت مقالًا أو خضعت لامتحان، وكان هناك عدد قليل من الكتب المدرسية في المنزل يمكن أن تستخدمها لتدريس نفسها. وعلى الرغم من ذلك، فإنها تنسب إلى والديها تعليمها كيفية التفكير وكيفية التعلم.
عندما كانت مراهقة، قامت ويستوفر بشراء كتب مدرسية ودرست بشكل مستقل لاجتياز اختبار ACT، وكانت قادرة على الحصول على القبول في جامعة بريغهام يونغ. بعد سنتها الأولى الصعبة والتي كافحت فيها ويستوفر للتكيف مع الأوساط الأكاديمية والمجتمع السائد، بدأت في العمل بشكل جيد وتابعت مع مرتبة الشرف في عام 2008. حصلت بعد ذلك على درجة الماجستير من جامعة كامبريدج في كلية الثالوث في منحة غيتس، وكانت زميلة زائرة في جامعة هارفارد في عام 2010. عادت إلى كلية الثالوث في كامبريدج حيث حصلت على الدكتوراه في التاريخ الفكري في 2014.
في عام 2009، بينما كانت طالبة دراسات عليا بجامعة كامبريدج، أخبرت ويستوفر والديها بأنها تعرضت لسنوات عديدة (منذ 15 عامًا) للإيذاء الجسدي والنفسي من قبل الأخ الأكبر. رد والداها بإنكار العنف وإيحاء بأنها كانت تحت تأثير الشيطان، وحدث انشقاق عائلي. الغرابة، وطريقها غير العادي نحو التعليم الجامعي وعبره، هو موضوع مذكراتها لعام 2018، «المتعلمين».

## حياتها المهنية
في عام 2018، نُشر كتاب ويستوفر «المتعلمين» بواسطة دار النشر الأمريكية "Penguin Random House"، والذي يحكي قصة كفاحها للتوفيق بين رغبتها في التعليم والاستقلال الذاتي مع أيديولوجية أسرتها الجامدة. كان الكتاب من أكثر الكتب مبيعًا في نيويورك تايمز، وقامت كل من صحيفة نيويورك تايمز، وذي أتلانتيك شهري، ويو إس إيه توداي، وفوغ، والإيكونومست، وغيرهم من الصحف بمراجعته بشكل إيجابي.
في أغسطس 2018، تضمن الرئيس السابق أوباما كتاب «المتعلمين» في قائمة القراءة الصيفية السنوية، ووصفه بأنه رائع. في ديسمبر (كانون الأول)، أطلقت أمازون على كتاب المتعلمين "أفضل كتاب لعام 2018"، وقام بيل غيتس بتضمينه في قائمة كتبه المفضلة لهذا العام، قائلاً: "إنه أفضل مما سمعت.
اعتبارًا من فبراير 2019، قضى كتاب المتعلمين أكثر من عام على قائمة أكثر الكتب مبيعًا في نيويورك تايمز، وكان قيد الترجمة إلى أكثر من 30 لغة. كان واسع الانتشار في مكتبات يوتا، وكان الكتاب الذي يضم أطول قائمة انتظار في مكتبة سولت ليك سيتي العامة في فبراير 2019.
من خلال محاميهم، اعترضت الأسرة على بعض عناصر كتاب ويستوفر، بما في ذلك تكهناتها بأن والدها يعاني من اضطراب ثنائي القطب وأن والدتها تعرضت لإصابة في الدماغ أدت إلى انخفاض المهارات الحركية. يدعي بليك أتكين -المحامي الذي يمثل والدا ويستوفر- أن كتاب المتعلمين يخلق صورة مشوهة عن جين وفاي ويستوفر.

## الجوائز والتقدير
حصل كتاب ويستوفر على العديد من الجوائز والأوسمة:
- سُمّي كتاب العام من قبل جمعية باعة الكتب الأمريكية
- وصل للتصفيات النهائية لجائزة جون ليونارد من الدائرة الوطنية لنقاد الكتاب
- وصل للتصفيات النهائية لجائزة السيرة الذاتية من الدائرة الوطنية لنقاد الكتاب
- وصل للتصفيات النهائية لجائزة لوس أنجلوس تايمز في السيرة الذاتية
- وصل للتصفيات النهائية النهائي لنيل جائزة العام من جمعية باعة الكتب الأمريكية
- وصل التصفيات النهائية لجائزة بارنز أند نوبل لاكتشاف الكتّاب العظماء
- أحد أفضل 10 كتب في نيويورك تايمز لعام 2018
- مُدرج منذ فترة طويلة في جائزة كارنيجي للتميز
- الفائز بجائزة أودي عن السيرة الذاتية / مذكرات
- جائزة اليكس من جمعية المكتبات الأمريكية
- سُمّي بكتاب مسموع مدهش للشباب البالغين من قبل جمعية المكتبات الأمريكية
- أفضل مذكرات شركة آبل للعام
- أفضل مذكرات صوتية للعام
- مجموعة هدسون لأفضل كتاب للعام
- قائمة كتب الرئيس باراك أوباما المفضلة لهذا العام
- قائمة بيل غيتس في عطلة القراءة
- اختيرت ويستوفر بواسطة مجلة تايم كواحدة من أكثر 100 شخص تأثيرًا في عام 2019.
- اختير كأحد أفضل كتب العام من قبل واشنطن بوست ومجلة أوبرا وتايم وإن بي آر وغود مورنينغ أميريكا وسان فرانسيسكو كرونيكل والجارديان وذي إيكونومست وذا فاينانشال تايمز وذا نيويورك بوست وذا سكيمم وبلومبرج.

## حياتها الشخصية
تعيش ويستوفر في مدينة نيويورك.